# Cyclops schmeili
Cyclops schmeili is een eenoogkreeftjessoort uit de familie van de Cyclopidae. De wetenschappelijke naam van de soort is voor het eerst geldig gepubliceerd in 1895 door Poppe & Mrázek.